# 思いをはせることだけは自由
「思いをはせることだけは自由」(おもいをはせることだけはじゆう)は、女性シンガーソングライターである西脇唯の6枚目のシングル。

## 収録曲
- 全作詞・作曲:西脇唯

1. 思いをはせることだけは自由 (4:51)
編曲:新川博
東京アカデミーCMイメージソング
2. 最後のバレンタイン (5:36)
編曲:清水信之
3. 思いをはせることだけは自由（オリジナル・カラオケ） (4:51)
4. 最後のバレンタイン（オリジナル・カラオケ）(5:33)

## テレビ披露
- ミュージックステーション（テレビ朝日、1995年2月17日）[1]